# هجوم درعا (أكتوبر 2014)
هجوم درعا أكتوبر 2014، أطلق عليه اسم «والفجر وليال عشر»، كان عملية عسكرية شنها المتمردون السوريون خلال الحرب الأهلية السورية في محافظة درعا، في محاولة للسيطرة على الحارة والصنمين. وجاءت هذه العملية بعد نجاح هجوم المتمردين في محافظة القنيطرة، مما أدى إلى استيلاء المتمردين على الجانب الذي تسيطر عليه سوريا من الجولان، والاستيلاء على عدد من البلدات والقرى والتلال في محافظتي القنيطرة ودرعا.

## هجوم الجيش الفاشل وهجوم المتمردين
في 3 أكتوبر، أفيد عن مقتل 23 جنديا بعد محاولة فاشلة لاستعادة السيطرة على دير العدس. في اليوم التالي أعلن المتمردون عن بدء عملية عسكرية باسم «والفجر وليال عشر» استهدفت الاستيلاء على بلدة الحارة وتلها الاستراتيجي البالغ ارتفاعه 1075 مترا ومحاصرة قوات الجيش في الصنمين والثكنات المحيطة بها. في ذلك اليوم، قتل ما بين 18 و60 متمردا.
في 5 أكتوبر، قتل ما لا يقل عن 30 جنديا و29 متمردا في تل الحارة وفي قاعدة الرادار التابعة لها. واستولى المتمردون على التل وقرية زمرين وحاجز أم العوسج في بلدة الحارة. ووفقا لمصادر المعارضة، فقد دمرت دبابتان للجيش وأسقطت مقاتلة واحدة، في حين تمكن المتمردون أيضا من الاستيلاء على تل الأحمر والمرفق الأمني في جنوب بلدة الحارة وحاجز الجديرة شرقها. القاعدة على التل إحتوت على المركز س، منشأة تجسس تدار من قبل وحدة خاصة روسية.
في اليوم التالي، استولى المتمردون على قرية زمرين (شرق بلدة الحارة)، والتلال الاستراتيجية المحيطة بها (تل زمرين الغربي وتل زمرين الشمالي)، ونقطتي تفتيش في مكان قريب. وفي ذلك اليوم، قتل 16 متمردا (من بينهم قائدان) وستة أفراد من نفس الأسرة.

## أعقابه
في 10 أكتوبر، بدأ الجيش السوري قصف بلدة الحارة من الجو وبقذائف أرض-أرض، مما أسفر عن مقتل 20 مدنيا.
في 15 أكتوبر، فر قائد اللواء السوري «محمود أبو عراج»، قائد اللواء 121 التابع للفرقة السابعة، من منزله في دمشق إلى الحدود السورية الأردنية بعد سماعه أنه سيحاكم ويعدم بتهمة الخيانة العظمى بسبب «تسليمه تل الحارة». من المرجح أنه قتل في ريف دمشق ولكن جثته ما زالت مفقودة.
في 17 أكتوبر، أعلن المتمردون عن بدء معركة جديدة يطلق عليها اسم «أهل العزم»، تهدف إلى السيطرة على نقاط التفتيش التابعة للجيش وهي: أم المياذن الطيبة، ونقطة تفتيش المعصرة، ونقطة التفتيش الكازية. وتقع نقاط التفتيش هذه على طول الطريق السريع بين دمشق والأردن وتعتبر الأكبر من نوعها في المنطقة الشرقية. وفي 20 أكتوبر استولى المتمردون على نقاط التفتيش، وهي الجسر، ومحطة غاز الفلاحين والمعصرة بالقرب من أم المياذن بعد ثلاثة أيام من القتال. استولى المتمردون على قرية أم المياذن في اليوم التالي بعد قتال عنيف مع القوات الموالية للحكومة التي انسحبت من القرية وأفادت الأنباء أنها أوقعت خسائر فادحة بالمتمردين. وفي اليوم نفسه، قتل ما لا يقل عن 8 مدنيين بعد أن قصفت القوات الجوية العربية السورية بلدة نصيب الحدودية.
في 23 أكتوبر، استولى المتمردون على نقطة تفتيش أم المياذن بالقرب من معبر نصيب الحدودي.